# Tim Frühling

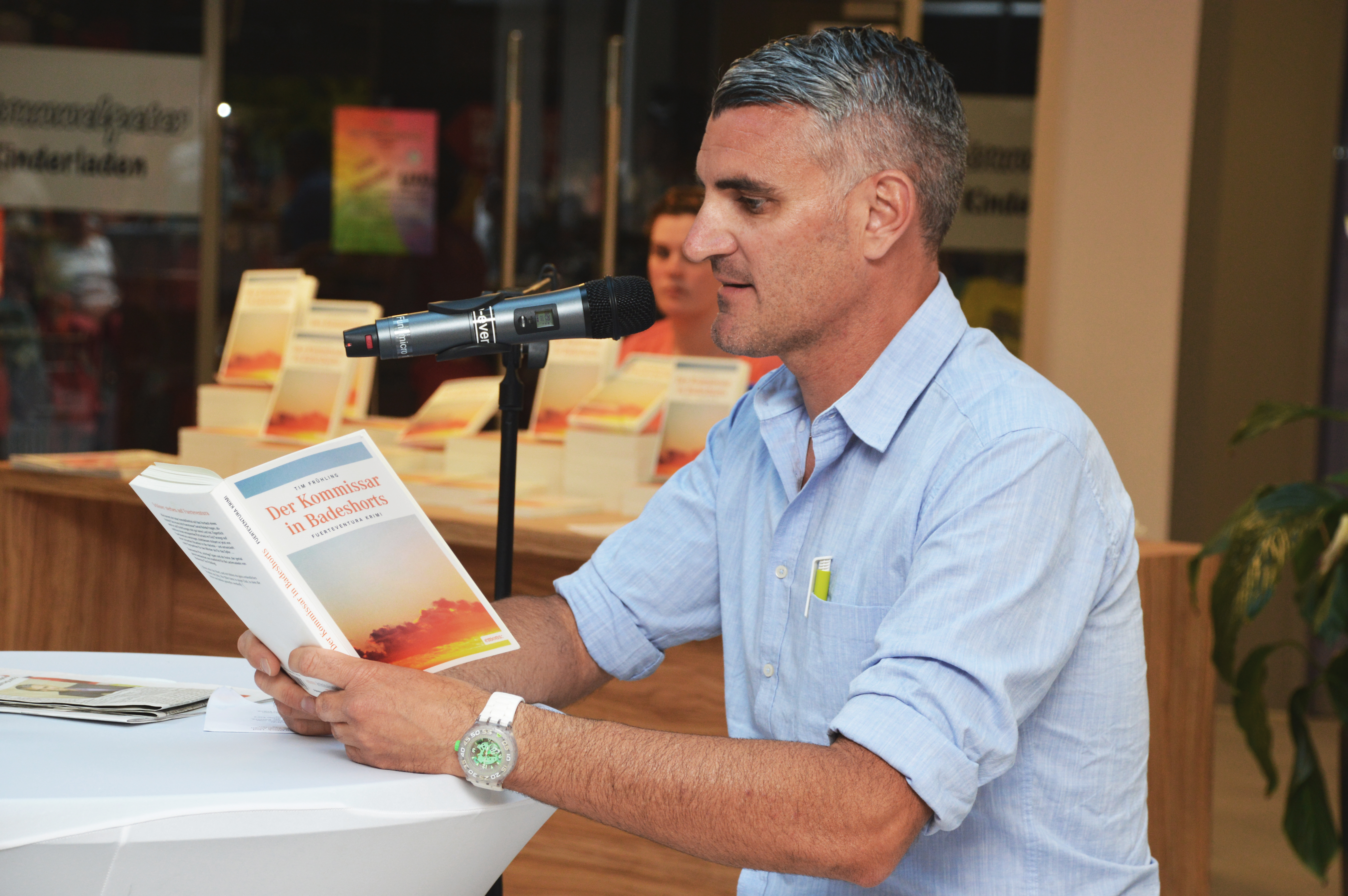
Tim Frühling bei einer Lesung 2019

Tim Frühling (* 29. Juli 1975 in Wolfenbüttel) ist ein deutscher Krimiautor sowie Hörfunk- und Fernsehmoderator. Er lebt in Frankfurt am Main.

## Werdegang
Nach seinem Abitur begann Tim Frühling ein halbjähriges Praktikum beim Rems-Murr-Bürgerradio in Waiblingen. Es folgte ein Volontariat bei demselben Sender, bevor er kurzzeitig bei planet more music radio in Frankfurt am Main arbeitete.
Von 1998 bis 2003 moderierte er bei hr XXL, bevor der Sender aufgrund eines Imagewechsels in YOU FM umbenannt wurde. Zwischen 2000 und 2003 sowie von 2005 bis 2008 las Tim Frühling die Nachrichten bei dem Kölner Sender 1LIVE. Im September 2006 wechselte er zu hr3, seit 2017 ist er bei hr1 zu hören. Hier moderiert er seit 2024 gemeinsam mit Co-Moderatorin Simone Reuthal im wöchentlichen Wechsel die Morningshow. 
Sein Fernsehdebüt gab Tim Frühling im Mai 2008 beim hr-fernsehen. Seit Juli 2008 präsentiert er das Wetter in den Sendungen hessenschau, hessenschau kompakt und alle wetter!. Außerdem wird er für die Wettervorhersage in den ARD-Sendungen Live nach neun, dem ARD-Buffet und für Live-Schaltungen in der Tagesschau eingesetzt.
Am 16. Mai 2009 hat er für die ARD den Eurovision Song Contest 2009 aus Moskau als Ersatz für Peter Urban kommentiert. Am 29. Mai 2010 kommentierte er den Eurovision Song Contest 2010 für den Hörfunk bei hr3 und NDR2.
Tim Frühlings erstes Buch „Nichts kann ich mir am besten merken“ erschien im April 2013 beim S.Fischer-Verlag. In seiner Reihe um den Bad Hersfelder Kommissar Daniel Rohde sind bis 2020 vier weitere Romane erschienen.
Für die Reihe „111 Orte, die man gesehen haben muss“ hat Tim Frühling ebenfalls zwei Bände geschrieben.
Außerdem hat Frühling an der Kurzgeschichtenreihe „Ein Viertelstündchen Frankfurt“ aus dem Charles-Verlag an allen drei bisher erschienenen Bänden mitgewirkt. Weitere Autoren sind Daniel Holbe, Henni Nachtsheim, Holger Weinert und Thomas Ranft.
In seinem Krimi Totgegrillt (Emons 2021) kommt ein neues Ermittlerduo aus Carla Weiß und David Lahmann zum Zuge, das zwei Morde rund um das exklusiv teure Barbecue-Fest eines Bauunternehmers aufklärt. Der Autor setzt dabei nicht zuletzt auf Humor und Satire.

## Privates
Tim Frühling ist verheiratet und lebt mit seinem Mann im Frankfurter Stadtteil Dornbusch.
Er ist seit 2017 Schirmherr des Ambulanten Kinder- und Jugendhospizdiensts Frankfurt/Rhein-Main.

## Werke
- 2013: Nichts kann ich mir am besten merken, Fischer Verlage, ISBN 978-3-10-402303-8.
- 2015: Der Kommissar in Badeshorts, Emons Verlag, ISBN 978-3-95451-503-5.
- 2016: Festspielfieber, Emons Verlag, ISBN 978-3-95451-809-8.
- 2017: Der Kommissar mit Sonnenbrand, Emons Verlag, ISBN 978-3-7408-0177-9.
- 2018: 111 Orte in Osthessen und der Rhön, die man gesehen haben muss, Emons Verlag, ISBN 978-3-7408-0127-4.
- 2019: 111 Orte in Mittelhessen, die man gesehen haben muss, Emons Verlag, ISBN 978-3-7408-0556-2.
- 2020: Hessentagtod. Kriminalroman, Emons, Köln, ISBN 978-3-7408-0782-5.
- 2021: Totgegrillt. Kriminalroman, Emons, Köln, ISBN 978-3-7408-1118-1.
- 2022: 111 Orte an Main und Kinzig, die man gesehen haben muss, Emons Verlag, ISBN 978-3-7408-1345-1.
- 2023: Der Kommissar in Wanderschuhen. Kriminalroman, Emons, Köln, ISBN 978-3-7408-1672-8.